# Garra longipinnis
Garra longipinnis är en fiskart som beskrevs av John Banister och Clarke, 1977. Garra longipinnis ingår i släktet Garra och familjen karpfiskar. IUCN kategoriserar arten globalt som sårbar. Inga underarter finns listade i Catalogue of Life.